# 福興里 (臺中市大安區)
福興里，舊稱「豬哥庄」、「知高庄」，前身「福興村」，位於臺灣臺中市大安區中部偏東南，北以龜殼路與龜殼里為界，西鄰中、東安兩里，東南接大甲區武陵里。

## 歷史
福興里古稱「豬哥庄」，係因昔日庄內有養豬戶，牽引種豬配而得名，其後因地名不雅，遂取興隆之意，以及清代當地移民多來自中國福建省，故改名「福興」。
日治時期，1901年，福興里屬大甲支廳十八庄區，一部分屬牛埔庄，一部分則屬福興庄。至1920年起，屬大安庄，分為牛埔、福興等2個大字。1945年，合併2個大字並改名為「福興村」。2010年12月25日配合臺中縣市合併，臺中縣大安鄉福興村改制為臺中市大安區「福興里」。

## 地理
福興里位於大安區中部東南緣，北以龜殼路與龜殼里為界，西鄰中、東安兩里，東南接大甲區武陵里。全里為大甲溪沖積扇平原的一部份，境內地勢低平，海拔與全區相對較高，屬於大安區水頭的地段。
福興里居民主要姓氏有柯姓、陳姓。

## 政治

### 歷任首長
福興村村長（中華民國接管臺灣後初期）
| 任次 | 姓名     | 上任日期       | 卸任日期      | 備註 |
| ---- | -------- | -------------- | ------------- | ---- |
| 1    | 王柯欽傳 | 1945年12月14日 | 1946年2月25日 |      |

福興村村長（民選）
| 任次 | 姓名     | 黨籍       | 上任日期       | 卸任日期       | 備註     |
| ---- | -------- | ---------- | -------------- | -------------- | -------- |
| 1    | 王柯欽傳 |            | 1946年2月26日  | 1948年3月25日  | 民選首任 |
| 2    | 陳清波   |            | 1948年3月26日  | 1950年9月30日  |          |
| 3    | 陳清波   |            | 1950年10月1日  | 1952年12月13日 |          |
| 4    | 陳清波   |            | 1952年12月14日 | 1955年4月16日  |          |
| 5    | 陳清波   |            | 1955年4月17日  | 1958年4月26日  |          |
| 6    | 陳炳乾   |            | 1958年4月27日  | 1961年4月22日  |          |
| 7    | 陳炳乾   |            | 1961年4月23日  | 1965年5月1日   |          |
| 8    | 陳炳乾   |            | 1965年5月2日   | 1969年5月31日  |          |
| 9    | 陳其會   |            | 1969年6月1日   | 1969年10月31日 | 任內死亡 |
| 9    | 陳添財   |            | 1969年11月1日  | 1974年7月29日  | 補選     |
| 10   | 陳其祥   |            | 1974年7月30日  | 1978年7月31日  |          |
| 11   | 柯富成   |            | 1978年8月1日   | 1982年7月31日  |          |
| 12   | 陳春旺   |            | 1982年8月1日   | 1986年7月31日  |          |
| 13   | 陳春旺   |            | 1986年8月1日   | 1990年7月31日  |          |
| 14   | 陳春旺   | 中國國民黨 | 1990年8月1日   | 1994年7月31日  |          |
| 15   | 陳春旺   | 中國國民黨 | 1994年8月1日   | 1998年7月31日  |          |
| 16   | 陳春旺   | 中國國民黨 | 1998年8月1日   | 2002年7月31日  |          |
| 17   | 陳春旺   | 中國國民黨 | 2002年8月1日   | 2006年7月31日  |          |
| 18   | 陳春旺   | 無黨籍     | 2006年8月1日   | 2010年12月24日 |          |

福興里里長（民選）
| 任次 | 姓名   | 黨籍   | 上任日期       | 卸任日期       | 備註 |
| ---- | ------ | ------ | -------------- | -------------- | ---- |
| 1    | 陳春旺 | 無黨籍 | 2010年12月25日 | 2014年12月24日 |      |
| 2    | 陳俊安 | 無黨籍 | 2014年12月25日 | 2018年12月24日 |      |
| 3    | 陳俊安 | 無黨籍 | 2018年12月25日 | 2022年12月24日 |      |
| 4    | 林正岳 | 無黨籍 | 2022年12月25日 |                | 現任 |

## 經濟
福興里的主要農作物有水稻，主要畜產則有毛豬，此外由於福興里鄰近大甲市區，工商業也較為快速發展。

## 文化
- 牛埔鎮安宮

## 教育
福興里境內並無任何國民中小學的設立。在國中學區劃分上，福興里全境皆屬於大安國中的學區範圍；在國小學區劃分上，福興里1至4鄰屬於大安國小的學區範圍，5至8鄰則屬於三光國小的學區範圍。

## 交通

### 公車
臺中市市區公車行經福興里的路線有92路（豐原至大安國中）、216路（大甲至南埔）、658路（大安濱海樂園至惠文高中）等3條公車路線及黃12路（南庄至大甲車站）等1條小黃公車路線，提供當地居民搭乘及轉乘之用，其中92路與658路分別可遠通豐原、臺中市區，為該里較為重要的兩條公車路線。

### 公路
- 中16線：龜殼路、福安路
- 中17線：中松路
- 中18線：興安路
- 中19線：福東路

### 公共自行車
- 臺中市公共自行車租賃系統
  - 阿聰師芋頭文化館

## 旅遊
- 阿聰師芋頭文化館